# Френклин (Тенеси)
Френклин (енгл. Franklin) град је у америчкој савезној држави Тенеси.

## Демографија
По попису из 2010. године број становника је 62.487, што је 20.645 (49,3%) становника више него 2000. године.
| Група             | 2000.          | 2010.          |
| Белци             | 34.377 (82,2%) | 50.104 (80,2%) |
| Афроамериканци    | 4.330 (10,3%)  | 4.210 (6,7%)   |
| Азијати           | 674 (1,6%)     | 2.360 (3,8%)   |
| Хиспаноамериканци | 2.025 (4,8%)   | 4.759 (7,6%)   |
| Укупно            | 41.842         | 62.487         |